# Estación de Schwyz
La estación de Schwyz es la estación ferroviaria que sirve a la comuna suiza de Schwyz, capital del cantón homónimo.

## Historia y situación
La estación fue inaugurada en el año 1882, cuando se puso en servicio la línea del Gotardo, que une a la Suiza italiana pasando por el túnel del Gotardo con el norte y el este del país. En los años 1979 y 1980, la estación fue reconstruida, demoliendo el edificio original, y construyendo uno nuevo de un estilo más moderno.
Se encuentra situada en la localidad de Seewen, al oeste del núcleo urbano de Schwyz. Cuenta con dos andenes, uno central y otro lateral, a los que acceden tres vías pasantes, a las que hay que añadir otra vía pasante, varias vías muertas y un par de derivaciones a fábricas.
En términos ferroviarios, la estación se sitúa en la línea Immensee - Chiasso. Sus dependencias ferroviarias colaterales son la estación de Steinen hacia Immensee y la estación de Brunnen en dirección Chiasso.

## Servicios Ferroviarios
La estación de Schwyz cuenta con dos tipos de servicios, InterRegio y S-Bahn, ambos operados por SBB-CFF-FFS.

### InterRegio
Los servicios InterRegio permiten que la estación tenga conexiones con algunas de las principales ciudades suizas. Pasan las siguientes rutas:
- IR Basilea-SBB - Olten - Lucerna - Arth-Goldau - Schwyz - Brunnen - Flüelen - Erstfeld - Göschenen - Airolo - Faido - Biasca - Bellinzona - Giubiasco - Mendrisio - Chiasso
- IR Basilea-SBB - Olten - Lucerna - Arth-Goldau - Schwyz - Brunnen - Flüelen - Erstfeld - Göschenen - Airolo - Faido - Biasca - Bellinzona - Cadenazzo - Locarno.
- IR Zúrich - Zug - Arth-Goldau - Schwyz - Brunnen - Flüelen - Erstfeld - Göschenen - Airolo - Faido - Biasca - Bellinzona - Giubiasco - Mendrisio - Chiasso
- IR Zúrich - Zug - Arth-Goldau - Schwyz - Brunnen - Flüelen - Erstfeld - Göschenen - Airolo - Faido - Biasca - Bellinzona - Cadenazzo - Locarno.

### S-Bahn
En la estación efectúan parada dos líneas de la red de trenes de cercanías que cubre el centro de Suiza, denominada S-Bahn Lucerna y Stadtbahn Zug. 
- S 2 Zug - Arth-Goldau - Brunnen - Erstfeld
- S 3 Lucerna - Lucerna Verkehrshaus - Meggen - Küssnacht am Rigi - Arth-Goldau - Brunnen